# Littérature singapourienne

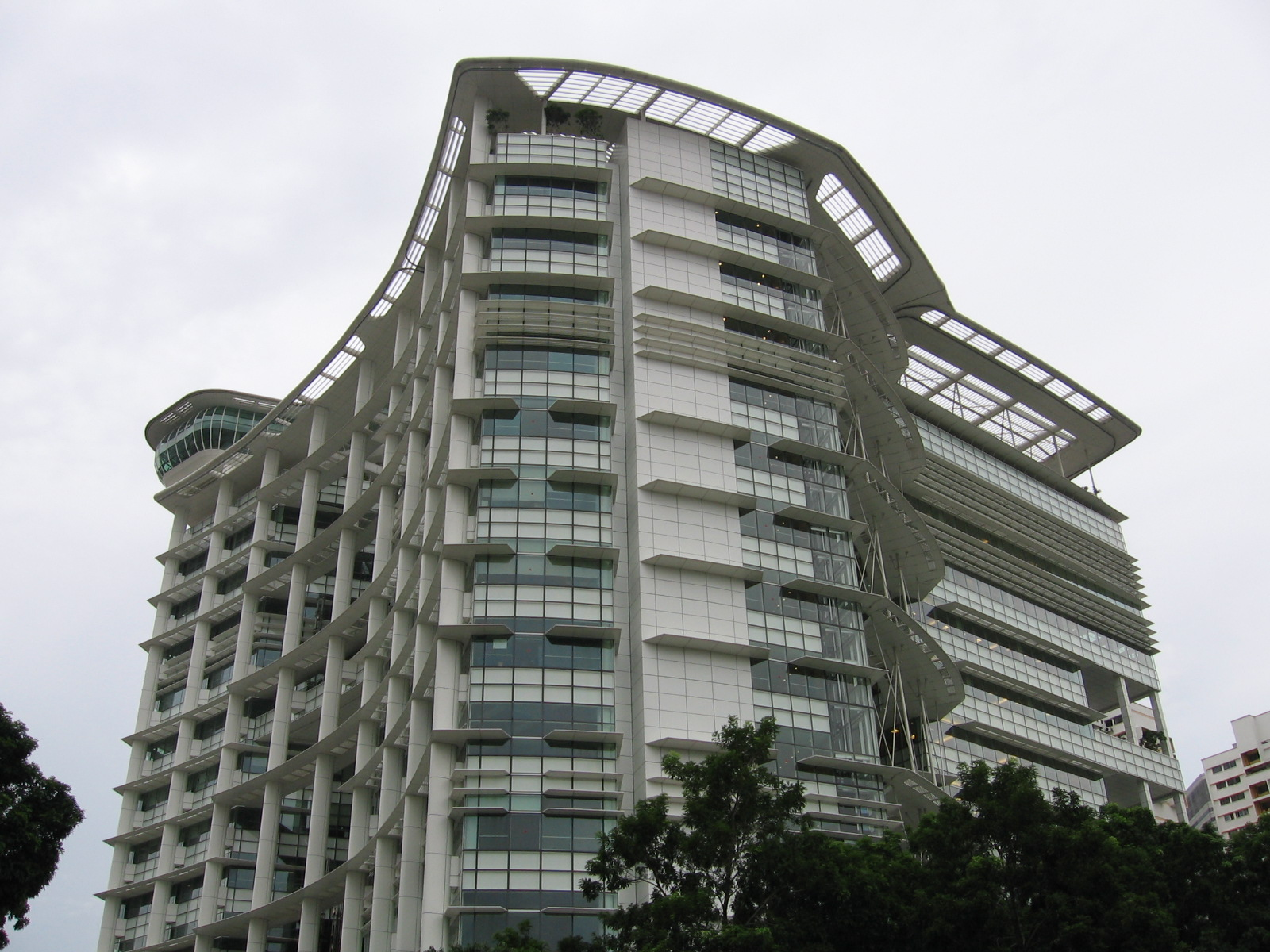
Bibliothèque nationale de Singapour

La littérature singapourienne est la littérature venant de la ville-État de Singapour (6 200 000 Singapouriens en 2020).  Les auteurs y écrivent dans les quatre langues officielles du territoire : l'anglais, le chinois, le malais et le tamoul.

## Origines
Les premières œuvres ont probablement été écrites vers les années 1830.  

## Indépendance: 1965
Quand Singapour s'est transformé en république indépendante en 1965, une nouvelle ère a commencé.  
Depuis les années 1990, une génération de poètes a vu le jour ; ils ont été publiés non seulement à Singapour mais dans le monde entier, particulièrement en Australie, en Grande-Bretagne et aux États-Unis.

## Auteurs singapouriens
- Aaron Lee (en) (1972-), poète

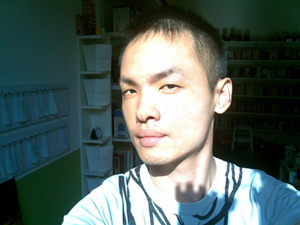
Cyril Wong

- Alfian bin Sa'at (1977-), poète et dramaturge
- Alvin Pang (1972-), poète
- Gopal Baratham (1935-2002), romancier et chirurgien
- Colin Cheong, danseur professionnel, poète et romancier
- Goh Poh Seng (1936-2010), poète
- Philip Jeyaretnam (1964-), romancier et avocat
- Lau Siew Mei, romancière
- Lee Tzu Pheng, poétesse
- Catherine Lim (1942-), romancière
- Shirley Lim, poétesse et professeur
- Su-Chen Christine Lim, romancière
- Daren Shiau (1971-), poète et avocat
- Rex Shelley (1930-2009), romancier
- Huzir Sulaiman, dramaturge
- Tan Chee Lay, poète
- Hwee Hwee Tan (1974-), romancière
- Edwin Thumboo (1933-), poète et professeur
- Toh Hsien Min (1975-), poète
- Cyril Wong (1977-), poète
- Arthur Yap (1943-2006), poète
- Yong Shu Hoong, poète
- Felix Cheong, poète et romancier
- Michael Chiang (1955-), dramaturge
- Boey Kim Cheng (1965-), poète
- Don Bosco (1971-), littérature jeunesse

## Institutions
- National Arts Council (Singapour) (en)
- Singapore: The Encyclopedia (en) (2006)
- Quarterly Literary Review Singapore (en) (2001)
- Festival des Écrivains de Singapour (en), depuis 1986
- Prix de Littérature de Singapour (en) (SLP), depuis 1992
- Epigram Books Fiction Prize
- Migrant Worker Poetry Competition (2014)